# Miletus nuctus
Miletus nuctus är en fjärilsart som beskrevs av John Nevill Eliot 1961. Miletus nuctus ingår i släktet Miletus och familjen juvelvingar. Inga underarter finns listade i Catalogue of Life.